# Dürnstein (Egling)

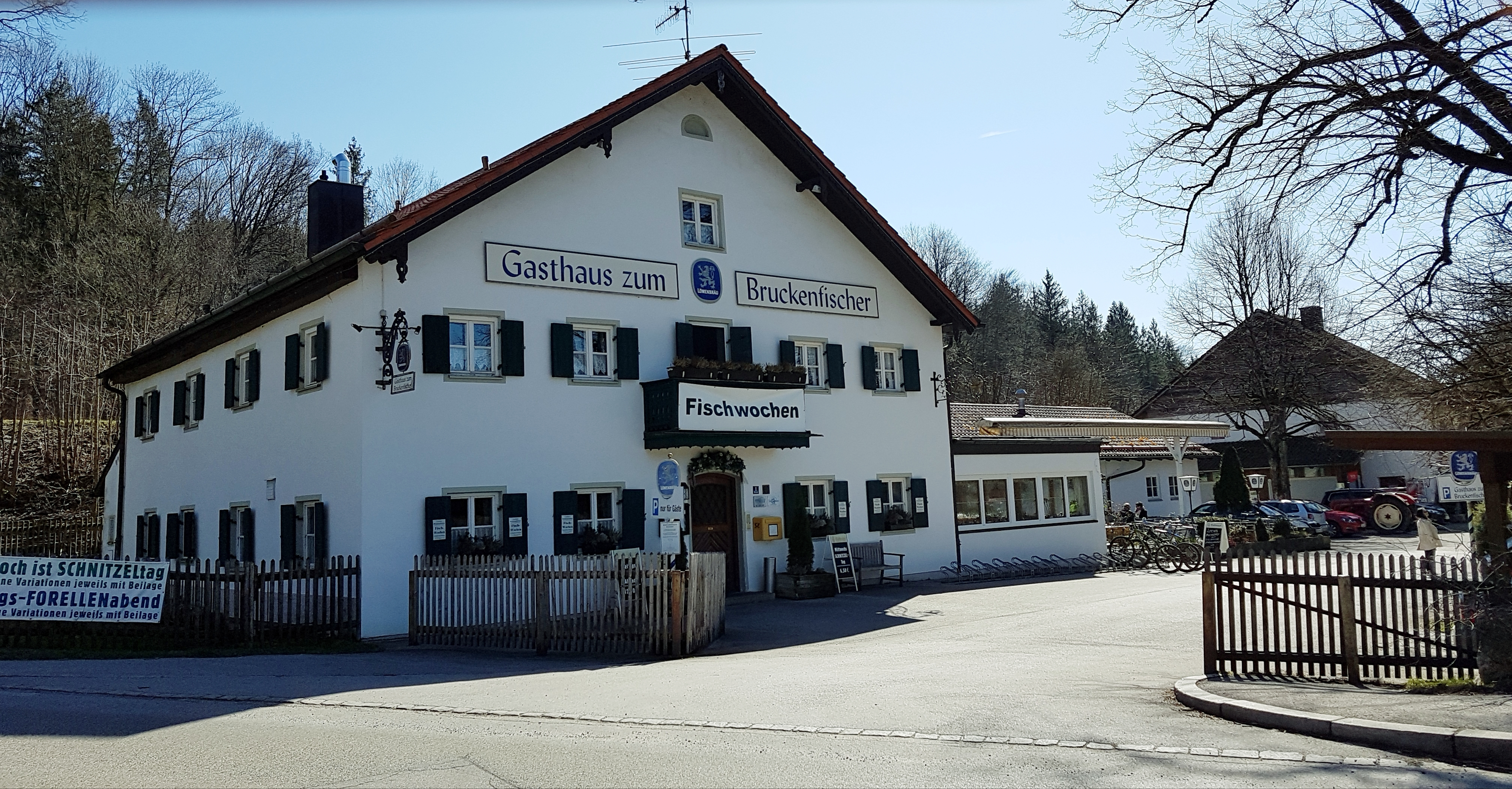
Gasthaus zum Bruckenfischer in Dürnstein

Dürnstein ist ein Gemeindeteil von Egling im oberbayerischen Landkreis Bad Tölz-Wolfratshausen. Die Einöde liegt an der Staatsstraße 2071.